# Strana konzervativní pravice – Řád národa
Strana konzervativní pravice – Řád národa (zkratka SKP - ŘN) je česká krajně pravicová národně konzervativní politická strana založená v roce 2012 pod názvem LIDEM – liberální demokraté (zkratka LIDEM) tehdejší místopředsedkyní vlády Petra Nečase Karolínou Peake. Strana vznikla odchodem části členů Věcí veřejných po vnitrostranických sporech. Současnou předsedkyní strany je od roku 2021 Michaela Rojtová.
Strana vznikla postupnou transformací z původní strany LIDEM – liberální demokraté. V letech 2014 až 2015 nesla strana název VIZE 2014, pak se transformovala na nacionalistické hnutí Řád národa, přejmenované později na Řád národa – Vlastenecká unie. V roce 2019 se hnutí transformovalo na subjekt Strana konzervativní pravice – Řád národa.

## Historie

### LIDEM – liberální demokraté
V dubnu 2012 opustila Karolína Peake stranu Věci veřejné a spolu s několika dalšími bývalými poslanci Věcí veřejných začala připravovat vznik politického uskupení coby partnera koaliční vlády Petra Nečase. Počátkem května 2012 bylo oznámeno, že strana má již registrovanou doménu www.lidem.cz (držitelem byl Charles Peake, manžel Karolíny Peake). Jméno strany odsouhlasil přípravný výbor této politické formace 3. května 2012. Uskupení chtělo sbírat nutných 1 000 podpisů pod petici k registraci strany a chtělo také oslovit studenty uměleckých škol, aby nové straně navrhli logo. Z přijatých návrhů vybrali 22. června 2012 logo, jehož autorem byl devatenáctiletý student Jakub Figura. Strana tedy vznikla odchodem Karolíny Peake a části dalších politiků z Věcí veřejných, za které byli původně zvoleni do Poslanecké sněmovny. Odchod zdůvodnili svým nesouhlasem s politikou, kterou VV prosazovaly vůči svým koaličním partnerům. VV později vládní koalici opustily a přešly do opozice.
Přípravný výbor sice zpočátku podcenil včasnost registrace své nové politické strany, protože žádost o registraci politického subjektu s názvem „LIDEM“ podala k Ministerstvu vnitra neznámá skupina osob už 9. května, ale nakonec se ukázalo, že tato žádost měla procesní vady, a byla proto vrácena k přepracování.

#### Členové vlády za LIDEM
Součástí vlády Petra Nečase byli dva členové LIDEM a straně náleželo také křeslo ministra bez portfeje, na které nominovala nestraníka:
- Karolína Peake – místopředsedkyně vlády, 1. července 2011 – 10. července 2013
- Kamil Jankovský – ministr pro místní rozvoj, 13. července 2010 – 10. července 2013
- Petr Mlsna – ministr bez portfeje a předseda Legislativní rady vlády, 12. prosince 2012 – 10. července 2013
- Pavel Dobeš – ministr dopravy, července 2011 – prosince 2012
- Karolína Peake – ministryně obrany, 12. prosince – 20. prosince 2012

#### Členové Poslanecké sněmovny za LIDEM
Od vzniku strany do rozpuštění sněmovny 28. srpna 2013 zasedalo osm členů LIDEM v Poslanecké sněmovně, kam byli v květnu 2010 původně zvoleni na kandidátce Věcí veřejných:
- Lenka Andrýsová
- Dagmar Navrátilová
- Karolína Peake
- Viktor Paggio
- Jiří Rusnok
- Jana Suchá
- Martin Vacek
- Radim Vysloužil

K srpnu 2013 zůstalo členy původního neformálního uskupení LIDEM pět poslanců. V dolní komoře jednali jako nezařazení, protože nebyl splněn minimální počet deseti poslanců nutných k založení poslaneckého klubu. Členkou strany byla původně i poslankyně Jana Suchá, která jí přestala být v roce 2013 po nezaplacení členských poplatků. Přesto zůstala v neformálním uskupení poslanců LIDEM. Po roce 2013 šlo už o neparlamentní uskupení.

#### Odvolaná výzva k odchodu z Nečasovy vlády
Poté, co tehdejší předseda vlády Petr Nečas 20. prosince 2012 odvolal ministryni obrany Karolínu Peake po osmi dnech v úřadu, vyzvalo předsednictvo LIDEM své ministry, aby k 10. lednu 2013 podali demisi. Premiér odvolání zdůvodnil tím, že jeho důvěra k ní jako ministryni obrany, klesla do záporných hodnot. Za hlavní důvod označil její odvolání 1. náměstka ministerstva Vlastimila Picka.
Poslanec Viktor Paggio pro nesouhlas s odvoláním původních prohlášení a další účastí LIDEM na vládním projektu s ODS a TOP 09 3. ledna 2013 rezignoval na funkci místopředsedy strany. Dne 8. ledna 2013 republiková rada LIDEM zrušila výzvu a vyzvala k jednání s vládními partnery o nové podobě koaliční smlouvy.

#### Volby do Poslanecké sněmovny 2013
Ve volbách v roce 2013 figurovali členové a bývalí poslanci za LIDEM Dagmar Navrátilová, Viktor Paggio, Jiří Rusnok, Jiří Mikl, Pavel Michalík, Radek Haviger a Viktor Mládek na kandidátkách Strany soukromníků České republiky, ale ani jeden z nich neuspěl. V komunálních volbách na podzim 2014 strana získala pouhé čtyři zastupitele v celé ČR.

### VIZE 2014
V březnu 2014 se strana LIDEM – liberální demokraté přejmenovala na VIZE 2014.

### Řád národa – Vlastenecká unie
Hnutí Řád národa – Vlastenecká unie vzniklo přetransformováním politické strany VIZE 2014 na sněmu, který se konal 31. května 2015. Sněm schválil změnu formy z politické strany na hnutí, změnu názvu na Řád národa – Vlastenecká unie (ŘN) a změnu zaměření z liberalismu na národní konzervatismus. Předsedou hnutí byl zvolen Josef Zickler, dále byl zvolen 1. místopředseda a tři místopředsedové.
Hnutí mělo blízké vztahy s kontroverzní hudební skupinou Ortel, která pro předsedu hnutí natočila předvolební klip. Sídlo hnutí bylo v bývalé Benešově vile v Praze, která patřila Ruské federaci a sdílela zahradu s ruským velvyslancem. Vilu pronajímal Zdeněk Zbytek, blízký přítel tehdejšího prezidenta Miloše Zemana, známý svou náklonností k putinovskému Rusku.
V květnu 2016 získalo hnutí parlamentní zastoupení, když poslanec Karel Fiedler, zvolený v roce 2013 do Poslanecké sněmovny za Úsvit přímé demokracie, ohlásil přechod do Řádu národa a následný odchod z poslaneckého klubu Úsvitu. Předseda Josef Zickler prohlásil, že jeho hnutí usiluje o získání i dalších poslanců. Zároveň uvedl, že hnutí tehdy mělo okolo 2000 členů. Karel Fiedler však následně hnutí opět opustil.

#### Volby do Senátu 2016
V senátních volbách v roce 2016 mělo hnutí dva zástupce. V obvodu č. 4 – Most to byl podnikatel Jiří Maria Sieber a v obvodu č. 25 – Praha 6 tiskový mluvčí Martin Šalek.

#### Volby do Poslanecké sněmovny 2017
Ve volbách v roce 2017 hnutí obdrželo 8 735 hlasů (0,17 %), a nezískalo tak žádný mandát.

### Strana konzervativní pravice – Řád národa
V roce 2019 se hnutí transformovalo na stranu s názvem Strana konzervativní pravice – Řád národa (SKP – ŘN). Na sociální síti Facebook se strana v letech 2019 a 2020 navenek těšila obrovské popularitě, kde její oficiální profil měl ke dni 18. ledna 2019 ~268 271 „To se mi líbí“ od stejného množství uživatelů, což z ní dělalo nejpopulárnější českou politickou stranu na této sociální síti. Takové množství uživatelů však budilo podezření, jaký podíl z toho ve skutečnosti tvoří boti. Kolem uskupení se pohybovali zejména fyzicky zdatní jedinci, ať již z ozbrojených složek, center bojových umění nebo posiloven.
| Pořadí | Stránka             | Počet „To se mi líbí“ |
| ------ | ------------------- | --------------------- |
| 1.     | Tomio Okamura       | 259 808               |
| 2.     | SKP – ŘN            | 258 932               |
| 3.     | Karel Schwarzenberg | 222 915               |
| 4.     | Andrej Babiš        | 212 106               |
| 5.     | Jiří Drahoš         | 149 583               |
| 6.     | Piráti              | 144 294               |
| 7.     | TOP 09              | 144 294               |
| 8.     | Miloš Zeman         | 119 422               |
| 9.     | Václav Klaus mladší | 113 876               |
| 10.    | ANO                 | 104 002               |

V roce 2021 se předsedkyní strany stala Michaela Rojtová.

#### Volby do Poslanecké sněmovny 2021
Ve volbách v roce 2021 členové strany kandidovali na kandidátkách Aliance pro budoucnost. Společně obdrželi 11 531 hlasů (0,21 %), a nezískali tak žádný mandát.

#### Volba prezidenta ČR 2023
V prezidentských volbách v roce 2023 strana podporovala podnikatele Karla Diviše.

## Volební výsledky

### Volby do Poslanecké sněmovny
| Volby | Počet hlasů | %    | Počet mandátů |
| ----- | ----------- | ---- | ------------- |
| 2013  | 13 041      | 0,26 | 0             |
| 2017  | 8 735       | 0,17 | 0             |
| 2021  | 11 531      | 0,21 | 0             |

### Volby do Senátu
| Volby   | 2016 |
| ------- | ---- |
| Mandáty | 0    |

## Vedení

### Historie
První předsedkyní strany byla na jejím ustavujícím sněmu 3. listopadu 2012 zvolena Karolína Peake. První místopředsedkyní se stala poslankyně Dagmar Navrátilová, dalšími místopředsedy tehdejší poslanci Viktor Paggio a Jiří Rusnok a dále člen strany Jiří Neumann. Ustavujícího sněmu se zúčastnilo sedmdesát delegátů, přičemž strana měla k tomuto datu okolo sta členů. Vedení tehdy tvořili:
- Karolína Peake – předsedkyně (rezignovala 8. srpna 2013)
- Dagmar Navrátilová – 1. místopředsedkyně (od 8. srpna 2013 úřadující předsedkyně)
- Viktor Paggio – místopředseda (rezignoval 3. ledna 2013)
- Jiří Rusnok – místopředseda
- Jiří Neumann – místopředseda
- Kamil Jankovský – místopředseda (kooptován 30. května 2013)

Druhý celorepublikový sněm strany proběhl 9. listopadu 2013 a bylo na něm zvoleno nové vedení strany ve složení:
- Dagmar Navrátilová – předsedkyně
- Jiří Rusnok – 1. místopředseda
- Jiří Mikl – místopředseda

Na třetím celorepublikovém sněmu konaném 15. února 2014 strana rozhodla o změně názvu na VIZE 2014 a zvolila nové vedení:
- Aleš Hemer – předseda
- Dagmar Navrátilová – 1. místopředsedkyně
- Alena Štrobová, Marek Merhaut a Jiří Nikl – místopředsedové

### Současné vedení strany
Hnutí Řád národa – Vlastenecká unie a Stranu konzervativní pravice – Řád národa vedl až do své smrti v roce 2021 podnikatel Josef Zickler. Současnou předsedkyní strany je Michaela Rojtová. Pozice místopředsedů již strana nemá.

## Program strany
Strana prosazuje svobodu jedince, individualismus, soukromé vlastnictví, svobodu podnikání, digitalizaci státní správy, odmítá multikulturalismus a spolupráci omezenou pouze na Evropskou unii z důvodů „možné politické vydíratelnosti.“ Souhlasí s přímou volbou prezidenta a je i pro přímou volbu starostů.
SKP – ŘN dále prosazuje ochranu soukromého vlastnictví a deklaruje svobodu podnikání. V ekonomické oblasti je pro rovnou daň. SKP – ŘN souhlasí s přímou volbou prezidenta a je pro zavedení přímé volby starostů. U vlády prosazuje upřednostňování odbornosti před politickou příslušností.

## Vývoj názvu
- od 29. května 2012 politická strana LIDEM – liberální demokraté (zkratka LIDEM)
- od 13. března 2014 politická strana VIZE 2014 (zkratka VIZE)
- od 11. června 2015 politické hnutí Řád národa (zkratka ŘN)
- od 24. ledna 2017 politické hnutí Řád národa – Vlastenecká unie (zkratka ŘN)
- od 6. května 2019 politická strana Strana konzervativní pravice – Řád národa (zkratka SKP – ŘN)

## Loga strany

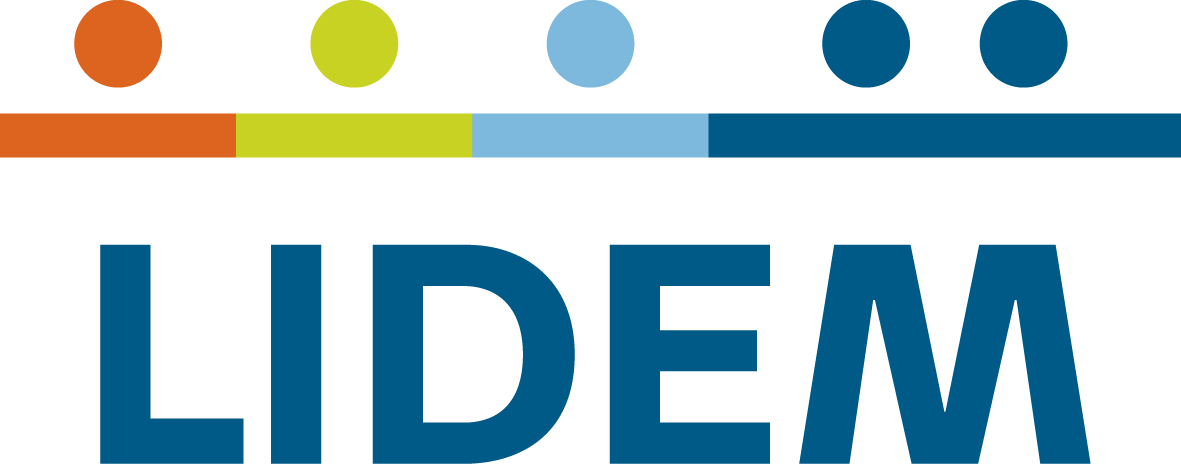
Logo v letech 2012–2014
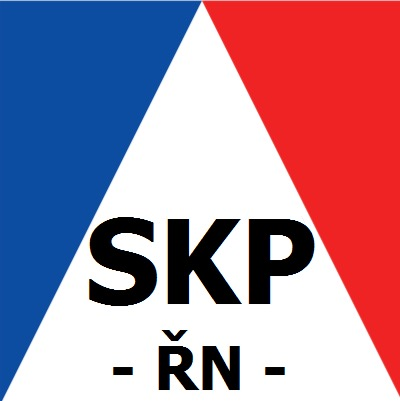
Logo od roku 2019